# Балви

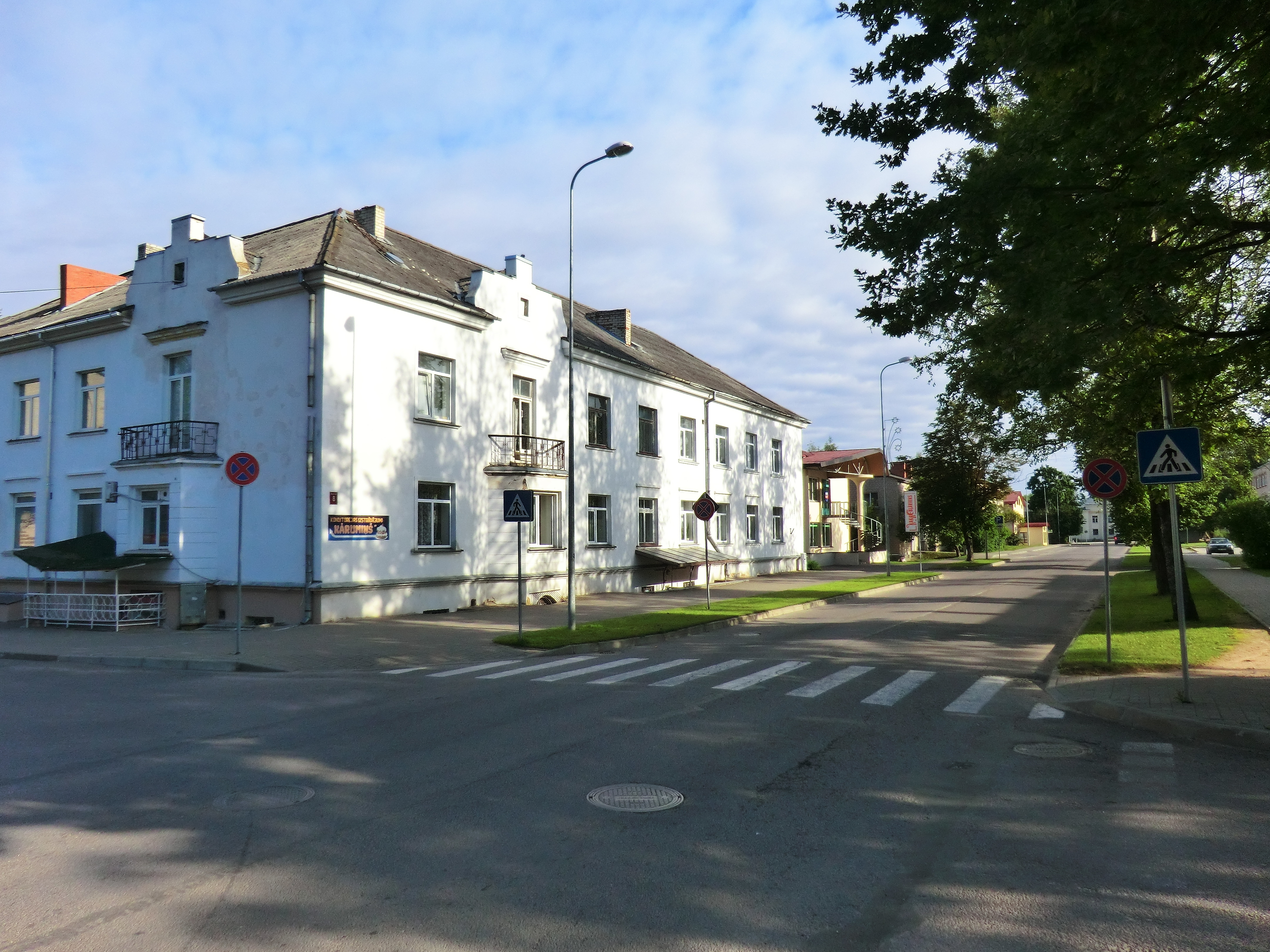
Улица Берзпилс в Балви

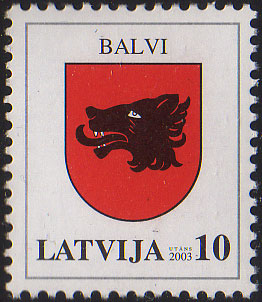
Герб города на почтовой марке
2003 года

Ба́лви (также Ба́лвы, латыш. Balvi, латг. Bolvi; до 1920 года — Боловск, нем. Bolwen) — небольшой город на северо-востоке Латвии, административный центр Балвского края (до 1 июля 2009 года — центр Балвского района). Впервые упоминается как поселение в 1224 году, статус города — с 1928 года.

## Географическое положение
Находится на реке Балупе, в 226 км от столицы страны — города Риги и всего в 25,5 км от границы с Российской Федерацией (Пыталовский район Псковской области). Через Балви с запада на восток проходит шоссе Гулбене — Виляка.

## Население
Город быстро рос и развивался в первые послевоенные десятилетия. В 1969 году его население составляло 4,7 тыс. человек, в 1990 году оно достигло максимума — около 9 тыс. человек. С тех пор число жителей сокращается по причине естественной убыли населения и миграции. В 2000 году в Балви насчитывалось 8063 жителя.
На начало 2024 года в городе имелось 5584 жителя.

### Национальный состав
По данным на 2005 год в Балви проживали 8109 человек, из них:
- латыши — 70,26 % (5697 чел., в основном латгальцы);
- русские — 23,27 % (1887 чел.);
- белорусы — 1,16 %;
- украинцы — 0,7 %;
- цыгане — 0,42 %;
- поляки — 0,4 %;
- немцы — 0,31 %;
- другие — 3,48 %.

## История
Впервые упоминается в 1224 году в составе Рижского епископства, созданного немецкими крестоносцами на завоёванных ими после 1204 года прибалтийских землях. В 1551 году рижский архиепископ Вильгельм Бранденбургский передал в лен земли около Больвена (ныне Балви) рыцарю Майснеру.
В период между 1562—1772 годами Больвен входил в состав Речи Посполитой. По этой причине местное население не знало лютеранской Реформации и сохранило католицизм. В 1765 году польский дворянин, староста Мариенгаузенского тракта Констанций Хилсен возводит в поселении деревянный костёл и строит имение.
В 1772 году после первого раздела Речи Посполитой Больвен присоединён к Российской империи. С 1802 года Боловск входит в состав Люцинского уезда Витебской губернии. Императрица Екатерина II даровала местные земли своему советнику Ивану Елагину. Семья Горожанских выкупила их около 1806 года, а в 1876 году Боловск стал владением прибалтийского немецкого рода Тразее-Розенек. Около половины населения города в конце XIX — начале XX веков составляли евреи. В 1834 году в Боловске появляется православная церковь.
В декабре 1917 года Люцинский уезд вошёл в состав Республики Исколата. В феврале 1918 года занят германскими войсками. После Ноябрьской революции в Германии в декабре 1918 года германские войска оставили Люцинский уезд, и его занимает Красная армия. Балви вошли в состав Социалистической Советской Республики Латвии, провозглашённой 17 декабря 1918 года. В 1919 году Балви занимают войска Латвийской Республики. 5 июля 1919 года в Балви был сформирован Латгальский партизанский полк.
В 1919 году село Балви получило статус посёлка. В 1925 году посёлок вошёл в состав новообразованного Яунлатгальского (c 1938 года — Абренского) уезда. В 1928 году он стал городом, а в 1938 году был утверждён городской герб.
14 июня 1941 года советскими властями проведена депортация «неблагонадёжных» элементов.
В годы Второй мировой войны, 2 июля 1941 года город занят германскими войсками. Еврейское население было практически полностью уничтожено во время Холокоста.
В 1944 году перед контрнаступлением советских войск немцы полностью сжигают город. Освобождён Балви в ходе Псковско-Островской операции 30 июля 1944 года воинами 321-й стрелковой дивизии 54-й армии 3-го Прибалтийского фронта под командованием полковника В. К. Чеснокова.
После войны город заново отстроили по советской планировке. В 1949 году он стал центром новообразованного Балвского района.
В конце 1980-х — начале 1990-х годов — один из центров так называемой «Поющей революции» (движения за независимость прибалтийских республик от СССР). Балви в настоящее время является важным культурно-историческим центром региона Латгалии. В 2005 году утверждён флаг города.

## Экономика
В советские годы был создан значительный промышленный потенциал, построен мясокомбинат, маслодельный завод.

## Транспорт

### Автодороги
Через город проходит региональная автодорога P35 Гулбене — Балви — Виляка — граница России (Вентули). Сюда подходит региональная автодорога P47 Балви — Капуне, среди местных автодорог значима трасса V490 Балви — Куправа.

### Междугородное автобусное сообщение
Основные маршруты: Балви — Гулбене — Рига; Балви — Гулбене — Смилтене — Валмиера; Балви — Гулбене — Смилтене — Цесис; Балви — Алуксне; Балви — Виляка; Балви — Лубана — Мадона; Балви — Резекне — Даугавпилс; Балви — Карсава.

## Достопримечательности

### Охраняемые государством памятники
- № 2832: Католическая церковь, ул. Базницас, 3 (1805 г.);
- № 2833: Лютеранская церковь, ул. Берзпилс, 17 (1913—1915 гг.);
- № 2834: Главное здание Боловской усадьбы (1760 г.; 1870—1880 гг.);
- № 2835: Хозяйственное здание Боловской усадьбы (1870—1880 гг.);
- № 9152: Дом культуры (1954 г.).

### Интересные объекты
- «Латвийский Стоунхендж» — Медвежий сад (латыш. Lāča dārzs) — примыкает к поместью (бывший фруктовый сад поместья)[12].
- Балвский великий дуб (ул. Бривибас, 48).
- Памятник павшим воинам Латгальского партизанского полка («Станислав», «Сторожащий партизан»; скульптор — Карлис Янсонс, 1938 год). Восстановлен 11 ноября 1993 года (скульпторы И. Фолкманис и А. Янсон, сын К. Янсона)[13].
- Храм Успения Пресвятой Богородицы. Сруб взамен сгоревшего подарен псковичами в 2012 году, церковь освящена 5 мая 2015 года. Архитектор — Людмила Клешнина[14].
- Фонтан «Расцветающая водная лилия» в городском сквере (художник — Иварс Вецанс)[15].

## Города-побратимы
- Докшицы (Белоруссия)[16]
- Таоюань (Китай)